# Wilberforce Eaves
Wilberforce Vaughan Eaves (Melbourne, 10 de dezembro de 1867 - Londres, 2 de fevereiro de 1920), foi um tenista inglês. Chegou a duas finais de torneios Grand Slam de tênis, em 1895 no Torneio de Wimbledon, perdeu para Wilfred Baddeley por 4-6, 2-6, 8-6, 6-2, 6-3. E em 1897 chegou na final do US Open de tênis, perdendo para Robert Wrenn por 4-6, 8-6, 6-3, 2-6, 6-2.
Ganhou nos Jogos Olímpicos de Verão de 1908 uma medalha de bronze no torneio de simples.

## Finais do Grand Slam

### Singles (1 vice-campeão)
| Resulto | Ano  | Campeonato       | Superfície | Oponente     | Placar                  |
| ------- | ---- | ---------------- | ---------- | ------------ | ----------------------- |
| Perda   | 1897 | US Open de Tênis | Grama      | Robert Wrenn | 6–4, 6–8, 3–6, 6–2, 2–6 |